# Shebenik-Jabllanicë Nationalpark
Shebenik-Jabllanicë Nationalpark (albansk: Parku Kombëtar Shebenik-Jabllanicë) er en nationalpark i det østlige Albanien nær grænsen til Nordmakedonien. Den omfatter 339,27 km² og er præget af et bjergrigt landskab med gletsjersøer, dale, tætte nåle-og løvskove og alpine enge og græsgange. Højderne i parken varierer fra 300 meter til over 2.200 moh på toppen af Shebenik og Jabllanica, deraf navnet. Det bor en række truede arter, der hurtigt bliver sjældne i Sydeuropa, herunder brun bjørn, ulv og balkanlos. Det mangfoldige dyreliv kan til dels forklares med de mange vegetationstyper og den fjerntliggende beliggenhed.
Parken byder på nogle af de mest robuste landskaber i den østlige del af landet, der blev skabt i deres nuværende form af gletscherne i den seneste istid . Den er hjemsted for 14 gletsjersøer, den højeste beliggende mellem 1.500 og 1.900 moh. Små skålformede cirque-gletschere er ret almindelige i bjergkæderne, der ligger i fordybninger på siden af mange bjerge. To floder, og flere mindre vandløb strømmer gennem parkens område inklusive floderne Qarrishte og Bushtrice, som begge er 22 km lange. Parkområdet menes at indeholde en af de primære resterende habitater for balkanlossen, en underart af den europæiske los .
Parken falder inden for den terrestriske økoregion De dinariske Alpers blandede skov i den palearktiske tempererede løvfældende skov . Skovene er hjemsted for en række forskellige sjældne og endemiske arter af planter, pattedyr og svampe. Parken indeholder bøg, gran, fyrretræer og egetræsarter samt arter som lpurpurpil, spidsløn, vortebirk og almindelig ædelgran på de nordlige skråninger af bjergene. Blandt fuglearterne kan nævnes kongeørn, tjur og hjerpe.
Parken ledes af et direktorat underlagt miljøministeriet og er har kontorer i byerne Librazhd og Prrenjas. Den er blandt de nyeste og den næststørste nationalpark i Albanien. International Union for Conservation of Nature (IUCN) har anført parken som kategori II. Det inkluderer også Rajca naturreservat. 21,29 km2 af parkens område er inkluderet i UNESCOs verdensarvsstedet Gamle oprindelige bøgeskove i Karpaterne og andre regioner i Europa. Området er også en del af det europæiske grønne bælte, der fungerer som et reservat for truede dyre- og plantearter . Bjergene Shebenik og Jablanica og regionen Rajcë er blevet anerkendt som et vigtigt planteområde af international betydning af Plantlife. 

## Geografi
Shebenik-Jabllanicë National Park ligger nord for Ohridsøen langs grænsen mellem Albanien og Nordmakedonien i den østlige del af landet. Parken omfatter 339.277 km2 i præfekturet Elbasan, der udgør en vigtig del af den sydlige del af europæiske grønne bælte på grund af at være hjemsted for ekstremt værdifulde naturlige levesteder, flora og fauna af international betydning. De nærmeste vigtige byer til parken er Librazhd og Prrenjas.
Parken har en forskelligartet og kompleks geologisk historie. Nationalparken omfatter det meste af de forbundne bjergmassiver i Shebenik og Jabllanicë .  Området har aflejringer, der spænder fra den midterste del af trias- og jura- perioden. Bjergene er dannet under variscan-orogenien og er overvejende dannet af ultramafiske og metamorfe klipper. Ikke desto mindre er kalkholdige klipper blandt de mest almindelige typer sten og findes ofte i den sydlige og sydøstlige del af Shebenik.
Parkens grundfjeld strækker sig over skovbæltet, primært lavet af kulstof og karst, og stammer fra dannelsen af bjergkæden. Området er domineret af bjerge, der blev formet til deres nuværende former af de enorme gletsjere fra den sidste istid, hvilket der ses tegn på i hele parken; der ses af u-formede dale, cirqu-gletsjere og flere vandområder. Siden slutningen af istiden aflejredes sedimenter på grundfjeldet, hvilket forklarer, at regionen selv i dag er meget frugtbar.
Under Köppen klimaklassifikation oplever parken for det meste et moderat varmt og regnfuldt kontinentalt klima under stærk påvirkning af middelhavsklimaet .  Klimaet er påvirket af højde med lavere temperaturer, der generelt findes i højere højder. Den gennemsnitlige årlige nedbør varierer mellem 1.300 mm og 1.800 mm afhængigt af geografisk område og fremherskende klimatype inde i parken. 

## Biodiversitet

### Økosystemer
Nationalparken har forskellige økosystemer, der står i konrast til hinanden. Disse faktorer varierer, når højden øges og skaber således en række miljøer, hvor forskellige planter vokser sammen i samfund, hvilket igen giver gunstige levesteder for en bred vifte af dyreliv.
Parkens bjergøkosystem byder på en stor mangfoldighed af landskabsformer sammen med et beundringsværdigt plante- og dyreliv med bugtende floder, gletsjersøer og store enge er omgivet af høje bjerge. Parken har 14 gletsjere og er domineret af bjergrigt terræn, som blev udformet af gletscherne fra den sidste istid, som senere blev fyldt med smeltevand og regn. De varierer betydeligt i størrelse, form og især i dybden. De har levesteder for et begrænset udvalg af blomster- og dyreliv, herunder buske, urter, græs, flerårige og blomstrende planter .
Skovøkosystemet udgør store områder af nationalparken og strækker sig til større højder og især langs dale, vandløb og floder. Disse områder giver vigtige levesteder for fugle og andre dyr. Nationalparken har nåletræer, blandede og løvfældende skove, hvoraf nogle ret gamle på grund af deres utilgængelighed. Skovene, hovedsagelig af bøg findes i hele nationalparkens område. I disse skove findes indslag af nåletræer som ædelgran, slangebarkfyr og silkefyr.

### Fauna
Nationalparkens fauna er varieret og stort set typisk for Sydeuropas økosystemer. Nationalparken fungerer som en vigtig økologisk korridor for mange dyrearter, der er til stede i parken og betragtes som truet i både Albanien og Balkanhalvøen. Status for de fleste arter i nationalparken er ukendt på grund af ufuldstændige eller utilgængelige oplysninger.
Der findes ca. 30 pattedyrarter inden for nationalparkens område. Måske er det mest ikoniske pattedyr i nationalparken den kritisk truede og ekstremt sjældne balkanlos. Den røde ræv og ulv kan ofte observeres rundt i parken sammen med brune bjørne, selvom bjørne er mindre hyppige. En anden undersøgelse har vist at kronhjorte, en anden meget sjælden pattedyr i landet, også bor i parken. Den indeholder en række egnede levesteder, der også understøtter store bebestande af brud, husmår, lækat og den grævling. Flagermus er repræsenteret med 18 arter.
Nationalparken er hjemsted for mere end 88 forskellige fuglearter, der er forbundet med tilstedeværelsen af karakteristiske arter af både europæiske og middelhavsområder.  Forskellige fugle spænder over forskellige levesteder, mens nærheden af træer, især bøg og fyrretræer, giver dem gode nestemuligheder. Den gyldne ørn findes i områder med klippefyldt terræn og bjerge, mens korthåret slangeør findes overalt, hvor der er store vandmasser. Vandrefalken er både beboer og besøgende i nationalparken og reder især på klipper og klipper.
Der findes 10 arter af padder og 15 arter af krybdyr i nationalparken. Nogle sjældne og endemiske arter inkluderer græsk landskildpadde, blåhalset kølefirben, glatsnog, sort piskeslange og rudesnog.

### Flora
Plantegeografisk falder parken inden for De dinariske Alpers blandede skove og Balkan-blandede skove terrestriske økoregioner i den palearktiske tempererede løvfældende skov . Parkens flora er af særlig interesse med mange endemiske arter. Der findes en række planter og levesteder såsom skove, buske, enge og græsgange. De tætte skove, der ofte klamrer sig til stejle dalsider og bjergskråninger, består hovedsageligt af bøg, eg og lejlighedsvis almindelig ædelgran, men også fyrretræer som f.eks. slangebarkfyr og silkefyr . Et stort udvalg af buske, ofte domineret af manna-ask, almindelig hassel og middelhavs-ene udgør en mangfoldig skovbund.